# Taylor York

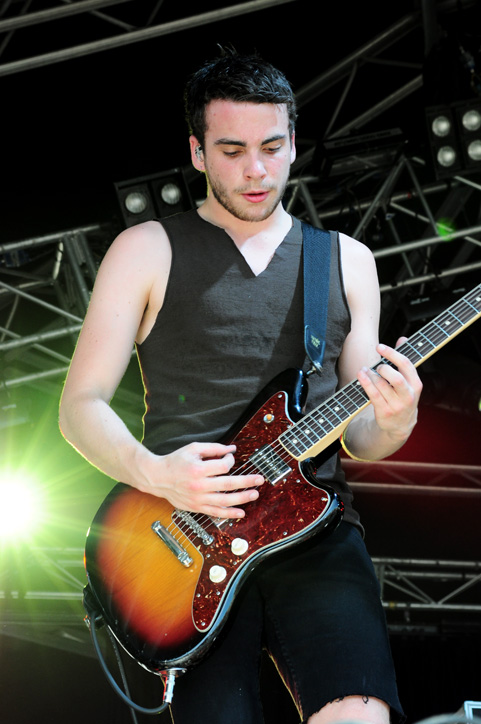
Taylor York 2010

Taylor Benjamin York (* 17. Dezember 1989) ist ein US-amerikanischer Rock-Gitarrist, Schlagzeuger und Musikproduzent. Er ist seit 2009 ein Mitglied der Alternative-Rock-Band Paramore. Während Konzerten von Paramore spielt er auch Keyboard, Glockenspiel und Percussion. Auf einigen Songs spielte er auch das Schlagzeug ein. Sein Bruder ist Justin York, ein Tour-Mitglied von Relient K und Paramore.

## Biografie
Taylor Benjamin York wurde am 17. Dezember 1989 in Nashville, Tennessee in den USA geboren. Er ist der Sohn von Peter York, einer Führungskraft beim Label Sparrow Records. Außerdem hat Taylor York noch einen weiteren Bruder mit dem Namen Chris York. Sein Vater ist ein fachmännischer Gitarrenspieler und hat sowohl Taylor als auch seinem Bruder Justin York das Gitarrenspiel beigebracht. Allerdings hatte Taylor York zunächst mehr Interesse am Schlagzeugspiel. Erst als sich Paramore formierte, sattelte er auf die Gitarre um, um sich bei der Band einbringen zu können.
York war bereits in einer Band mit den Farro-Brüdern Josh und Zac, bevor diese Hayley Williams kennenlernten. Er half mit, einige Lieder ihres Debütalbums All We Know Is Falling zu schreiben. Auch Decode vom Twilight-Soundtrack stammt zum Teil aus seiner Feder. Von 2007 bis 2009 war er ein Tour-Mitglied bei Paramore, bevor er im Jahr 2009 ein offizielles Mitglied wurde.
Nachdem Rhythmusgitarrist Hunter Lamb 2007 die Gruppe verlassen hatte, stieß York als Rhythmusgitarrist zunächst ausschließlich für Live-Konzerte zur Band hinzu. In den Danksagungen des zweiten Albums der Gruppe, Riot!, wurde er sowohl von Hayley Williams als auch Josh und Zac Farro genannt. Im anschließenden Livealbum The Final Riot wurde er erstmals als Mitglied der Band aufgezählt. Später gaben Paramore auch offiziell bekannt, dass York von nun an ein offizielles Mitglied der Band sei. Seitdem nimmt er auch an den Aufnahmen der Alben teil, seit dem 2013er Werk Paramore ist er auch als Musikproduzent aktiv.

## Einflüsse und Instrumente
Taylor York nannte unter anderem MewithoutYou, Radiohead, Kent, Yann Tiersen, At the Drive-In, Björk, Kadawatha und Paper Route als seine Lieblingsbands und -künstler. Für Studioaufnahmen verwendet York verschiedene Gitarren, unter anderem eine Gibson Midtown Custom, eine Fender '75 Starcaster, Fender Jazzmaster, eine Rickenbacker 360, Gretsch Tennessee Rose, Epiphone Casino und eine Les Paul Special. Live verwendet er mehrere Gitarren der Marke BilT, eine '89 Epiphone Sheraton und eine Martin 000-18 Golden Era.

## Diskografie

### Als Gitarrist
- 2008: Paramore – The Final Riot! (Livealbum, Fueled by Ramen)
- 2009: Paramore – Brand New Eyes (Fueled by Ramen)
- 2013: Paramore – Paramore (Fueled by Ramen)

### Songwriting
- 2005: Paramore – All We Know Is Falling
- 2007: That’s What You Get auf Paramore – Riot!